# ヴァルデマール・クリンゲルヘーファー

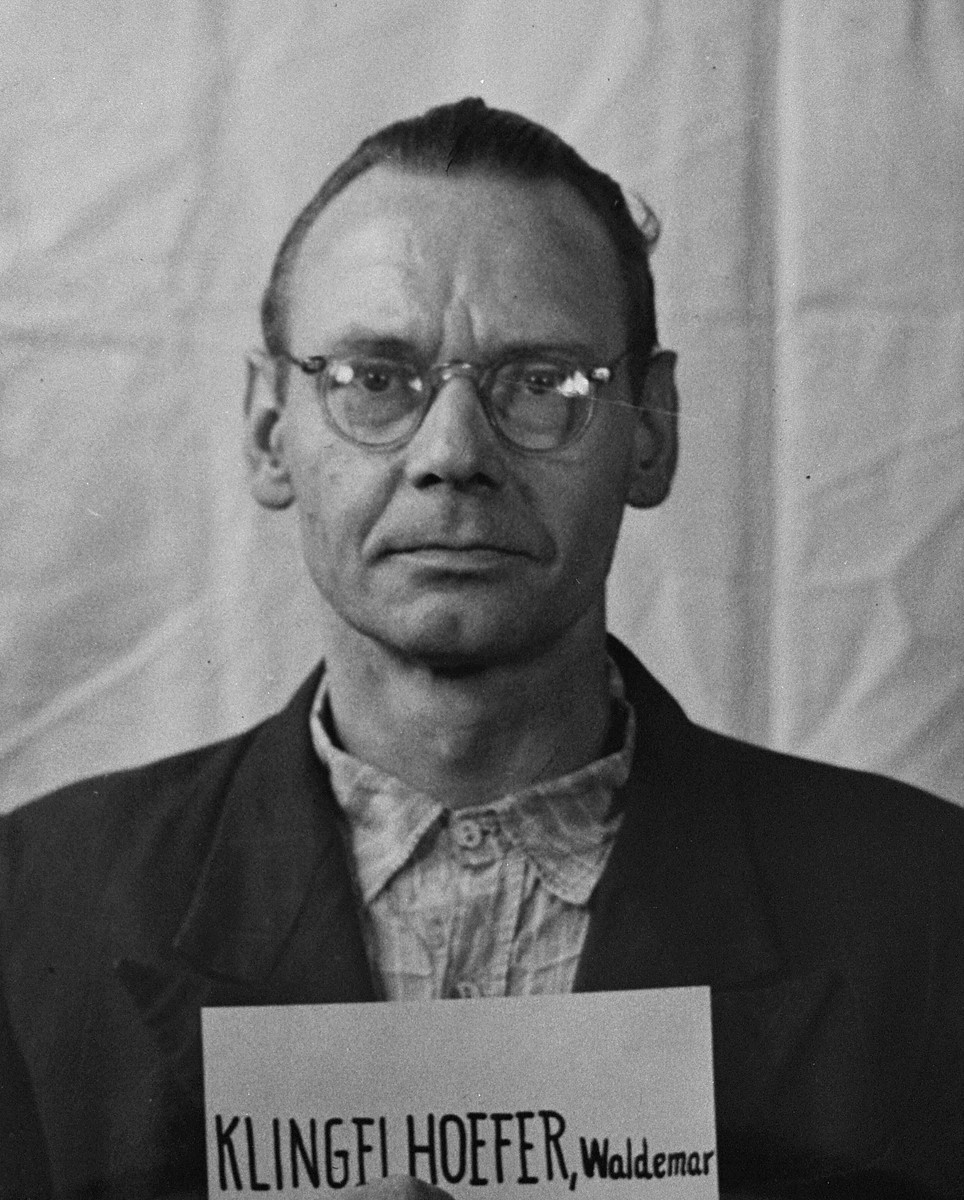
アインザッツグルッペン裁判の際のヴァルデマール・クリンゲルヘーファー

ヴァルデマール・クリンゲルヘーファー（ドイツ語: Waldemar Klingelhöfer、1900年4月4日 - 1977年1月18日）は、ナチス・ドイツの親衛隊（SS）将校であり、アインザッツグルッペン（移動殺戮部隊）の指揮官の一人である。最終階級は親衛隊少佐（SS-Sturmbannführer）であった。

## 生涯
ヴァルデマール・クリンゲルヘーファーは1900年4月4日、ドイツ帝国ヘッセン大公国ローゼンベルクに生まれた。第一次世界大戦には参加していない。戦後、彼は音楽を学び、歌手として活動していた。しかし、政治的過激主義に傾倒し、1925年には国家社会主義ドイツ労働者党（NSDAP、ナチ党）に入党した。
1930年代初頭には親衛隊（SS）に入隊し、そのキャリアを積んでいった。第二次世界大戦が勃発すると、クリンゲルヘーファーは東部戦線においてアインザッツグルッペンに配属された。アインザッツグルッペンは、占領地のユダヤ人、ロマ、共産主義者などを大量虐殺する任務を帯びた部隊であった。
クリンゲルヘーファーは、アインザッツグルッペンBのゾンダーコマンド7b（Sonderkommando 7b）の指揮官を務めた。この部隊は、主にソ連占領地において残虐行為を行った。戦後、彼はニュルンベルク継続裁判の一つであるアインザッツグルッペン裁判で裁かれた。彼は戦争犯罪と人道に対する罪で有罪となり、死刑を宣告されたが、後に終身刑に減刑された。
1966年、クリンゲルヘーファーは釈放され、その後は公の場に出ることはなく、1977年1月18日に死去した。

## 親衛隊におけるキャリア
クリンゲルヘーファーの親衛隊におけるキャリアは、彼が国家社会主義イデオロギーに深く傾倒していたことを示している。彼は様々な部署で勤務し、昇進を重ねた。最終的に彼は親衛隊少佐の階級に達した。この階級は、親衛隊内部において一定の権限と責任を持つ地位であった。彼のキャリアの頂点は、アインザッツグルッペンの指揮官として、東部戦線における大量殺戮に直接関与したことである。

## 戦後の裁判と収監
ヴァルデマール・クリンゲルヘーファーは、第二次世界大戦終結後、アメリカ軍によって逮捕された。彼は1947年から1948年にかけて行われたニュルンベルク継続裁判の一つ、「アインザッツグルッペン裁判」（正式名称：アメリカ合衆国対オットー・オーレンドルフ他）において被告人の一人となった。この裁判では、アインザッツグルッペンの幹部たちが、ホロコーストにおける彼らの役割について裁かれた。
クリンゲルヘーファーは、ゾンダーコマンド7bの指揮官として行った殺戮行為に対し、責任を問われた。彼はユダヤ人、共産主義者、およびその他の「敵」と見なされた人々に対する数々の処刑命令を下したとされた。裁判の結果、彼は戦争犯罪および人道に対する罪で有罪となり、1948年4月10日に死刑を宣告された。
しかし、西ドイツの設立に伴う政治的圧力と、冷戦下の国際情勢の変化により、彼の判決は減刑された。1951年1月31日、アメリカ高等弁務官ジョン・J・マクロイは、クリンゲルヘーファーを含む一部の死刑囚の刑を終身刑に減刑した。彼はその後、ランツベルク刑務所に収監されたが、1966年12月に釈放された。